# Fabrizio Angelo Pennacchietti
Fabrizio Angelo Pennacchietti (Torino, 14 dicembre 1938) è un orientalista, linguista ed esperantista italiano.

## Biografia
Laureatosi nel 1963 nella "Scuola Orientale" dell'università di Roma, proseguì i propri studi a Monaco, ove si specializzò nell'ambito delle lingue semitiche. In 1969 fu nominato professore incaricato di semitistica della Facoltà di Lettere di Torino e la Facoltà di Lingue di Venezia. Nel 1976 fu nominato professore straordinario della Facoltà di Lingue di Venezia; nel 1979, professore ordinario dell'Università degli Studi di Torino dove ha esercitato fino al 2008.
Fra il 1960 ed il 1963 partecipò a varie missioni archeologiche in Turchia e Malta. Dal 1969 al 1974 fu segretario dell'Istituto Italo-Iracheno di Archeologia.
Pennacchietti è socio di varie società scientifiche. Dal 1977 al 1981 fu redattore capo della rivista scientifica Oriens Antiquus. Nel 1985 è stato fra i fondatori dell'Accademia Internazionale delle Scienze San Marino, della quale è presidente dal 2008. Dal 1981 al 1989 fu socio dell'Akademio de Esperanto. Dal 1976 è Presidente dell'Istituto Italiano di Esperanto.

## Opere scelte
Pennacchietti è autore di oltre 90 opere tra libri e pubblicazioni scientifiche. Tra le più importanti:
- Studi sui pronomi determinativi semitici, Napoli, 1968
- Testi neoaramaici dell'Iran settentrionale, Napoli, 1971
- Testi neoaramaici dell'Unione Sovietica, Napoli, 1991
- Il ladrone e il cherubino. Dramma liturgico cristiano orientale in siriaco e neoaramaico, Torino, Silvio Zamorani editore, 1993
- Susanna nel deserto. Riflessi di un racconto biblico nella cultura arabo-islamica, Torino, Silvio Zamorani editore, 1998
- Fusciacche e margherite. Divagazioni etimologiche nel Vicino Oriente, Alessandria, Edizioni dell'Orso, 2012